# BOUNTY
BOUNTY（バウンティー）は、日本のヴィジュアル系ロックユニット。2007年に結成され、2010年に活動を休止した。所属レコードレーベルはソルブレイド。

## メンバー
Aoi
ボーカル担当。
KAZUYA
ギター担当。FANATIC◇CRISISの元メンバー。

## 来歴
FANATIC◇CRISIS解散後に作曲家の道に進んだKAZUYAとソロ活動を展開していたAoiが事務所の紹介で出会い、2007年3月に結成される。その後、5月5日に渋谷RUIDO K2で初ライブを行う。
2008年2月14日、初音源となる配信限定シングル「Coming brand new days」をリリースする。同年4月23日に1stアルバム『Tribal』、12月3日には1stシングル「BLACK OUT」をリリースする。
その後、互いにソロ・ワークを行いつつ、2009年4月15日に2ndシングル「LOVE SUITE」、同年7月15日に2ndアルバム『Attack』をリリースしたが、Aoiが喉の不調からライブ活動を休止したことに伴い、2010年にBOUNTYも活動休止を発表した。

## 音楽性
KAZUYAは、ユニットという形態を選んだことについて「バンドの形態にこだわらない、フレキシブルで自由な発想の音楽をやりたかった」と発言しており、実際にBOUNTYの楽曲はハード&ヘヴィな楽曲からポップでメロディアスな楽曲まで幅が広い。一方で、多彩な音楽性の根底には「メロディが大事」という信念があり、そのメロディはBARKSの東條祥恵から「コスメのCMソングが似合いそう」と評されるほどキャッチーである。KAZUYAは「ひたすらスピード感を目指しつつ、少し切ないメロディが入っているような曲に惹かれる」と発言しており、楽曲制作において「泣けるメロディとゾクゾク心拍数が上がる感じ」を重視しているという。

## ディスコグラフィ

### シングル
| 枚  | 発売日        | タイトル   | 規格品番                            |
| --- | ------------- | ---------- | ----------------------------------- |
| 1st | 2008年12月3日 | BLACK OUT  | KHCM-2008(TYPE-A) KHCM-2007(TYPE-B) |
| 2nd | 2009年4月15日 | LOVE SUITE | KHCM-2009(TYPE-A) KHCM-2010(TYPE-B) |

### 配信限定シングル
1. Coming brand new days（2008年2月14日配信開始[3]）
2. PRISM（2009年6月15日配信開始[10]）

### アルバム
| 枚  | 発売日        | タイトル | 規格品番                                        |
| --- | ------------- | -------- | ----------------------------------------------- |
| 1st | 2008年4月23日 | Tribal   | KHCM-1010（初回生産限定盤） KHCM-1011（通常盤） |
| 2nd | 2009年7月15日 | Attack   | KHCM-1012(TYPE-A) KHCM-1013(TYPE-B)             |